# 最簡方案
最簡方案（Minimalist Program, MP）又稱最简纲领、極簡主義或微言主義，是語言學中諸多語法理論之一。由麻省理工大学教授乔姆斯基提出，旨在強調語言的機制應當精簡，在汉语语言学学界的应用仍处于探索阶段。也就是省去多餘的無效的話，只需要表達意思。